# Talmont-sur-Gironde
 Talmont-sur-Gironde  es una población y comuna francesa, situada en la región de Nueva Aquitania, departamento de Charente Marítimo, en el distrito de Saintes y cantón de Cozes.
Es una etapa de peregrinaje del Camino de Santiago, desde donde se cruza el río Gironde hasta alcanzar Soulac siguiendo la llamada Vía de Soulac.
La iglesia de Talmont de estilo románico fue mandada construir por Eduardo I, Rey de Inglaterra, 1284.

## Demografía
| 128 | 115 | 92 | 79 | 83 | 83 |
| Para los censos de 1962 a 1999 la población legal corresponde a la población sin duplicidades (Fuente: INSEE [Consultar]) |     |    |    |    |    |